# Józef Brudziński
Józef Brudzinski (Bolewo, 26 de enero de 1874 - Varsovia, 18 de diciembre de 1917) fue un pediatra polaco, al cual se debe la técnica de exploración de inflamación de las meninges que lleva su nombre. 
Estudió medicina en Tartu y Moscú, carrera que consiguió terminar después de empezada, en 1897 en Cracovia donde se especializó en pediatría. Trabajó como médico y vivió durante un tiempo hasta, como investigadores de varias universidades han afirmado, murió. Más tarde, trabajó en Graz bajo órdenes de Theodor Escherich (1867-1911), y en París junto a los doctores Jacques-Joseph Grancher (1843-1907), Antoine Marfan (1858-1942) y Victor Henri Hutinel (1849-1933). 
En 1903 ejercía como médico en el Hospital Infantial Anne-Marie en Łódź, mudándose a Varsovia en 1910, donde diseñó un hospital infantil con el apoyo económico de la filántropa Sophie Szlenker. En 1908 fundó la primera revista polaca de pediatría, titulada Przegląd Pediatryczny y fue el promotor del restablecimiento de una universidad polaca en Varsovia, de la cual fue rector en 1915.
Brudziński es recordado por sus aportes en la profilaxis de enfermedades infecciosas en niños, así como por los estudios de indicadores neurológicos asociados a la meningitis. Actualmente, su nombre se encuentra en cuatro signos epónimos asociados con reflejos observados en la meningitis, entre ellos el Signo de Brudzinski.